# Luka Tankulic
Luka Tankulic (* 21. Juni 1991 in Ahlen) ist ein deutscher Fußballspieler.

## Karriere
Luka Tankulic begann seine Fußballkarriere in seiner Geburtsstadt Ahlen. Sein erster Verein war die Ahlener SG. 2002 heuerte der Stürmer erstmals bei Rot Weiss Ahlen (damals LR Ahlen) an, wo er bis 2005 in der Jugend spielte. 2005 transferierte Tankulic zu Borussia Dortmund, wo er bis 2007 in verschiedenen Jugendteams eingesetzt wurde. 2007 wechselte der Stürmer erneut nach Ahlen. Er kam regelmäßig bei der U-19 und zweiten Mannschaft zum Einsatz.
Unter Interimstrainer Andreas Zimmermann kam Tankulic am 22. September 2009 in der 2. Runde des DFB-Pokals gegen die SpVgg Greuther Fürth zu seinem ersten Pflichtspiel-Einsatz in der ersten Mannschaft, in dem er direkt mit zwei Toren auf sich aufmerksam machte. Sein Zweitligadebüt gab er wenige Tage später, am Wochenende direkt nach dem Pokalspiel am 7. Spieltag gegen den 1. FC Union Berlin (1:2). Tankulic kam in der Spielzeit 2009/10 auf 16 Profieinsätze in der 2. Bundesliga. 2010 stieg er mit Rot Weiss Ahlen in die 3. Liga ab.
Im Winter 2011 wechselte er leihweise zu Fortuna Düsseldorf, wo er die zweite Mannschaft verstärken sollte. In der Sommerpause 2011 verpflichtete der 1. FSV Mainz 05  Tankulic für die zweite Mannschaft. 2012/13 wechselte er zum VfL Wolfsburg, bei dem er ebenfalls die zweite Mannschaft verstärkte. Nach zwei Jahren in der Regionalliga Nord und dem Meisterschaftsgewinn 2014 wechselte Tankulic im Sommer 2014 nach Schottland zum FC Dundee. Im August 2015 wurde der Vertrag in Dundee aufgelöst.
Im Februar 2016 wechselte er zurück nach Deutschland zum Regionalligisten Sportfreunde Lotte. Mit Lotte stieg er 2015/16 in die 3. Liga auf.
Am 4. Januar 2018 wechselte er zum Drittligakonkurrenten SV Meppen. In 5 Jahren absolvierte Tankulic 135 Partien und erzielte 31 Treffer für die Emsländer in der 3. Liga. 
Zum 1. Juli 2023 kehrte Tankulic zurück in seine Geburtsstadt Ahlen und zurück zu seinem Jugendverein Rot Weiss Ahlen.